# 片田舎のおっさん、剣聖になる 〜ただの田舎の剣術師範だったのに、大成した弟子たちが俺を放ってくれない件〜
『片田舎のおっさん、剣聖になる 〜ただの田舎の剣術師範だったのに、大成した弟子たちが俺を放ってくれない件〜』（かたいなかのおっさんけんせいになる ただのいなかのけんじゅつしはんだったのにたいせいしたでしたちがおれをほうってくれないけん）は、佐賀崎しげるによる日本のライトノベル。略称は「おっさん剣聖」。

## 概要
小説投稿サイト「小説家になろう」にて2020年11月17日より連載されており、書籍版はSQEXノベル（スクウェア・エニックス）より2020年11月から刊行されている。イラストは鍋島テツヒロ。2025年4月時点で、コミカライズおよびスピンオフ2作品を含むシリーズ累計部数は800万部を突破している。
メディアミックスとして、乍藤和樹の作画によるコミカライズ版が、電子雑誌『どこでもヤングチャンピオン』（秋田書店）にて2021年9月号より連載されており、2023年5月には「ピッコマAWARD 2023」のマンガ部門を受賞。2024年、「全国書店員が選んだおすすめコミック2024」にて13位を獲得。漫画版のストーリー展開は原作小説とは違う部分も存在する。
また、作画：空路恵・構成：渡辺樹によるスピンオフ漫画『片田舎のおっさん、剣聖になる外伝 はじまりの魔法剣士』が『マンガUP!』にて2024年11月29日より連載されている。さらに作画：ハザマササミ・構成：四谷ゼンジによる第2弾となるスピンオフ漫画『片田舎のおっさん、剣聖になる外伝 竜双剣の軌跡』が『ヤングガンガン』にて2025年2月7日発売の同年No.4より連載されている。
佐賀崎によると、各コミカライズ作品のうち、本編コミカライズは「乍藤先生には原作のストーリーをうまくリワークしていただいていて、それを一本の漫画としてうまく再構成していただいています。」とのこと。『はじまりの魔法剣士』では、物語の起承転結の流れを佐賀崎が決定し、渡辺樹が構成を担当。『竜双剣の軌跡』については、「フィッセルのお話ほど厳密に僕が決めているわけではありません」と述べている。
なお、2024年8月にはテレビアニメ化されることが発表され、その際はタイトルが『片田舎のおっさん、剣聖になる』に簡略化された。第1期が2025年4月から6月まで放送されたほか、第2期の制作も発表されている。

## あらすじ
片田舎の道場で剣術の師範を務めているベリル・ガーデナントのもとに、首都で王国騎士団の団長となったかつての教え子であるアリューシア・シトラスが来訪し、ベリルが騎士団の特別指南役に指名されたことを伝える。ベリルは自身に大役が務まるか不安に思っており、騎士団員たちもベリルの実力に疑問を感じていたが、副団長であるヘンブリッツ・ドラウトとの勝負に勝利したことから、周囲にもベリルの実力が浸透していく。
ベリルは魔法師団に入った弟子のフィッセル・ハーベラーと再会した夜、フィッセルを襲ったと話す少女と戦闘することになるが、その正体は噂を聞いてベリルの実力を確かめようとしていた魔法師団長のルーシー・ダイアモンドであった。その後、冒険者ギルドの最高ランクである弟子のスレナ・リサンデラに頼まれ、若手パーティーに護衛として同行したベリルは強力なモンスターに襲われるが、スレナとの活躍によって討伐したことから、ギルドは騒動となる。

## 登場人物
声の項はテレビアニメ版の声優。

### 主要人物
ベリル・ガーデナント
声 - 平田広明
本作の主人公。ビデン村の片田舎の道場で剣術の師範を務めている中年男性、小説版での年齢は45歳。自己評価が非常に低く、自身のことを「しがないおっさん」と自嘲するが、都ではアリューシアをはじめとした弟子たちが強さを広めた結果「片田舎の剣聖」と呼ばれる。アリューシアに頼まれて騎士団の指南役に就任し、魔術師学院の剣魔法科でも定期的な指導をするようになる。
剣に限定すれば地元で手に入る一般的な剣や仕上げの研ぎをしていない剣（なまくら）で巻藁を水平に落とすことなく斬る、ルーシーの魔術を剣技とその場の機転で凌ぐ、王国騎士副団長のヘンブリッツとの模擬戦で苛烈な剣撃を全て見切り勝利するなど剣術の、特に一対一での腕前は中年になってなお群を抜いている。姿勢や筋肉の動きから相手が次にどう動くか瞬時に察し最大限の反撃をする若しくは安全な場所に移動する見切りの技術、特に人並み外れた動体視力と反射神経を最大限に利用した、アリューシアをして誰にも真似できないと言わしめる、「勝つ必要はないが、決して負けない（生き残る）事」を徹底した見てから捌く、後の先の見切りの剣の持ち主。
自己評価の低さは先代師範である父のモルデアには一度も勝ったことがないまま腰を痛めて引退されてしまったことが原因。弟子たちには剣術に見合った職に就いてもらいたいと常日頃から思われている。若いころに一応冒険者になったことはあるが、洞窟に挑戦してモンスターにボコボコにされてしまって逃げ帰り、それ以来冒険者としての活動はしていない。
朴訥として鷹揚な性格で、酒場で麦酒・エールを一杯引っ掛けるのが何よりの楽しみとしているが、バルトレーンから遠征などをした際は日程や時間の都合などからあまり下町の酒場を訪れることができず、悩んだりもしている。飾り気のない見た目から特に初対面では実力を疑われがちだが、自身はともかく弟子や近しい人間に侮辱や危害が及んだ場合には普段の様子からは及びも付かない程の怒りを見せる。
得物は一般的なロングソードであったが、グリフォンの強力個体でネームドモンスターの「ゼノ・グレイブル」との死闘で溶かされ、以降はそのゼノ・グレイブルの鉤爪を使ってバルデルが鍛った渾身の作品の剣を相棒とする。
アリューシア・シトラス
声 - 東山奈央
ベリルの弟子で、いつ斬られたさえ悟らせぬ「神速」の二つ名を持つレベリス王国・レベリオ騎士団長。碧眼に銀髪のストレートロングヘアのスラリとした体形。幼い頃からベリルの実力を高く評価し、16歳でベリルから免許皆伝を受け道場を卒業。その後は彼に実力にふさわしい舞台で活躍してもらうことを目標としレベリオ騎士団の門を叩く。入団試験で教官役の騎士をも叩き伏せ満点での騎士団入団後は瞬く間に出世して騎士団史上最年少で団長にまで昇り詰め、晴れてベリルを騎士団剣術指南役として王国に招待した。
普段は泰然自若、騎士団長としての威厳に溢れているが、ベリルには単なる剣術の師範と弟子という関係を遥かに超越した感情を持っており、ベリルとの買い出しの際は「これはもはやデー（ト）」と呟いたり、眼前でベリルと親しげに話す女性がいれば周囲の目さえ入らず感情的になる一面も。上戸でありベリルと同じくエールが好物。一人前になった際にベリルから剣を贈られ、騎士団長となった今もその剣を大切に使っている。
スレナ・リサンデラ
声 - 上田瞳
ベリルの弟子で、冒険者ギルド最高ランクのブラックランクの実力者。無尽蔵の体力の持ち主で両手に持った剣で間断なく斬撃を繰り出す双剣使い、自ら討伐した竜の素材から鍛った剣を使う事から「竜双剣」の二つ名を持つ。女性ながら筋骨逞しい長身、赤い瞳に赤い髪を無造作にポニーテールで束ねている。
各地を飛び回る貿易商の許に生まれるがモンスターに襲われ両親を亡くす悲劇に遭い、里親が見つかるまでベリルの世話になり剣術を教わった、リサンデラは里親の姓。ベリルと共に討伐したグリフォンの強力個体でネームドモンスターの「ゼノ・グレイブル」の素材からベリルの剣を作ることをバルデルに依頼する。
移動の道中で魔物に襲われ両親を亡くした経験から騎士団には一方ならぬ不信感を持っていた。その騎士団を束ねるアリューシアとは「シトラス」と「リサンデラ」と呼び合う間柄で普段はいがみ合っているものの、剣技の実力の程は当人同士が一番分かっており互いに認めている。
クルニ・クルーシエル
声 - 広瀬ゆうき
ベリルの弟子で、明朗快活な性格の騎士団のムードメーカー、セミロングの金髪を頭頂部でリボンで結んでいる。話す時、語尾に「っす」が付く。女子としても小柄な身体ながら膂力に優れ、相手の間合いの内側に入る超接近戦を得意とし、防御の上から男性騎士を宙に浮かせるほどの凄まじい剣撃を放つパワータイプの剣士。騎士団内の鍛錬で小柄な体格ゆえリーチの差を利用して距離を取られるといった対策を取られ行き詰まっていたが、ベリルのアドバイスを受け、得物をロングソードから間合いを変えやすいツヴァイヘンダー（両手剣）に替え弱点を克服しつつある。本人曰く「腹筋はバキバキ」。
漫画版での教会騎士団との戦闘ではロバリーとの一騎打ちになり、左足を貫通する突きを食らい毒を塗った剣の斬撃を受けても怯む事無く得意の超接近戦に持ち込み圧倒、最後はヘンブリッツ直伝の回転斬りで勝利した。
フィッセル・ハーベラー
声 - 矢野妃菜喜
ベリルの弟子で、剣魔法を操る魔法師団のエース、魔術師学院で剣魔法の講師も兼任する。黒髪ストレートのセミロングヘア。剣術はベリルに、魔術はルーシーにそれぞれ師事し自身を誰よりも恵まれた人間だと自負、特に魔術師有利な剣士相手に負ける事は何よりの屈辱としている。卓越した実力の持ち主だがそれは一日千本の素振りをやり遂げるフィッセル自身の弛まぬ努力と才能によるものでそれを生徒にも強いる傾向があり、ルーシー曰く「教え方は下手」。目上の者との会話では語尾にですますを付け加える事が多いなどやや言葉の詰まる話し方が特徴。
小説版では、秘剣カーテナでネームドモンスター・ロノ・アンブロシアの影を吹き飛ばしている。
漫画版での教会騎士団との戦闘では魔力量に勝るウロを相手取り、弱化魔術で苦戦させられるものの最後は剣を自在に操り勝利するなど剣魔法を実戦で使える者は現状彼女只一人。

### レベリス王国

#### レベリオ騎士団
ヘンブリッツ・ドラウト
声 - 石川界人
レベリオ騎士団副団長。クルニ以上に膂力に優れ、「轟剣」の二つ名を持つ騎士。剛剣による攻撃重視の剣技を得意とする実力者で、特に得意技の回転斬りは、有効間合いで受ければ防御も回避も不可能と謳われるほどの威力を誇る。模擬戦では回転斬りでアリューシアの木剣を叩き折ってしまった。王国のならず者たちには「神速（アリューシア）と轟剣（ヘンブリッツ）とだけは決して戦うな」という共通認識がある程。当初は自嘲するばかりのベリルを訝しがっていたが、模擬戦を挑んで負けたことから彼のことを見直す。
エヴァンス・ジーン
声 - 山口翔平
レベリオ騎士団の騎士。クルニと同年代の若手であり、ベリルからは将来の伸びしろに期待されている。
ヴェスパー、フラーウ
レベリオ騎士団の騎士たち。ヴェスパーは男性、フラーウは女性。ベリルのフルームヴェルク領への旅に同行する。

#### 魔法師団
ルーシー・ダイアモンド
声 - 斎藤千和
フィッセルの魔術の師匠で、魔法師団の団長。年齢不詳、10歳程度の金髪ロングの少女のような見た目をしているが魔法で若く見せていると専らの噂。話し方は壮年の女性そのもので臆面もなくベリルより遥かに年上と自分で言ってのける、一人称は「わし」。フィッセルにベリルの噂を聞き、自ら実力試しとしてベリルに魔術で勝負を挑み、その高い実力を体感した。その後は互いに呼び捨てで呼び合う半ば悪友のような関係になる。魔術力・魔力量共に図抜けており同時に三つの魔術を行使するなど、魔術に関しては比肩する者がいない人物。

#### バルトレーン
バルデル・ガスプ
声 - 高岡瓶々
鍛冶師。ベリルの弟子で、すでに中年と言って良い年齢だがクルニやフィッセルと同期。鍛冶師としての修行中に剣を使う技術も学ぼうと道場に通っていた。スレナからの依頼もあってベリル用の新しい剣を鍛つ。道場にいた時からベリルがその腕に相応しい剣を使えばどこまで行けるかと考えており、スレナからの依頼もあってベリルのためにネームドモンスター「ゼノ・グレイブル」の素材を使った剣を鍛つ。
鍛冶師としての能力も高く、握手するだけで相手の剣の傾向や体調も察するうえ、漫画版では剣士によって異なるイメージを観ることができる。
ミュイ・フレイア
声 - 仲田ありさ
魔力持ちの少女。唯一の肉親だった姉・ヘリカを失って孤児となり、「蘇生の奇跡が使える奴を知っている」と騙る悪党の下でスリをしていた。ベリルの所持金を抜こうとしたことをきっかけに保護され、魔力持ちであることからルーシーの口利きもあってベリルと同じ家で暮らすようになり、後に魔術師学院に入学、剣魔法を選択してベリルの指導も受け始める。育ちの悪さゆえ粗暴な口の利き方しかできなかった。学院に入学後は徐々に口調も改まっているが、ベリルの事だけは「おっさん」と呼び続けている。
宵闇
声 - 佐藤せつじ
ミュイを手駒にしてスリを繰り返させ儲けていた悪党集団・宵闇の魔手の首領。大柄な体躯に長髪を後ろで結っている。様々な魔装具を身に付けており、ルーシー曰くその総額は豪邸が一軒建つほどの量。魔法を使いこなし、悪党としては必要十分の戦闘力を持つものの、ルーシーには全く敵わず逆に魔法で叩きのめされた。裏ではスフェン教（レビオス司教）の支援を受けており、漫画版では後にギャミの手で暗殺される。
イブロイ・ハウルマン
声 - 奈良徹
スフェン教の司祭（後に司教となる）。ベリルにレビオスの捕縛を依頼する。スフェン教徒だがスフェンドヤードバニア出身ではない。ルーシーの友人として度々彼女と情報交換をしており、スフェンドヤードバニアでのサラキア王女とグレン王子の成婚の儀にも参列している。戦士や剣士ではないが、それなりに戦闘もこなせる。
漫画版ではレビオスは上司で、ベリルたちに教会に身元不明の遺体が運び込まれており、不自然な金の動きからレビオスが何かを企んでいることを明かす。
ハルウィ・シャディ
ルーシーの家にいる使用人の女性。ベリルによれば気品を感じ、年齢は自分よりも少し上だろうとのこと。
ゼド・ハンベック
王国守備隊の小隊長。部下たちを率いて、ベリルやアリューシアとフルームヴェルク領への旅に同行する。

#### ビデン村
モルデア・ガーデナント
声 - 内田直哉
ベリルの父。息子を厳しく育てた結果、彼の自己評価が低くなってしまったことを気にしている。アリューシアによってベリルが特別指南役に選ばれたことを利用し、彼を道場から追い出す形で送り出す。正に越えられない壁であり続けたベリルにとっては最強の剣士。ベリルには浮いた話もないまま中年になってしまったが孫の顔を見ることは諦めておらず、王国首都で働くようになった事を機に嫁取りもベリルに要求している。
フレン・ガーデナント
声 - 大下洋子
ベリルの母。小説版ではほとんどセリフがない。アニメではモルデアの圧力は軽くいなすものの、ベリルに対して「いつか可愛い赤ちゃんを抱かせてくれるはず」と、暗に結婚と子作りを要求する。
ランドリド・パトルロック
声 - 高橋英則
ベリルの弟子で、プラチナム級（冒険者ギルド3位ランク）の冒険者。妻ファナリーとの間に息子ジェインを授かった事を機に冒険者を引退してモルデアの配慮でベリルの代理として道場を任される。本来なら2位のオーシャン級になれる実力はあったが、ベリル同様出世にはあまり興味を持たない大らかな性格で手柄を譲ってしまうことが多かったと言われる。
アデル・クライン、エデル・クライン
ベリルとランドリドの弟子である双子の姉弟。ビデン村の隣村出身。アデルは強気、エデルは弱気な性格。道場にてアデルは村にレベリオ騎士が来ないことを理由にヘンブリッツを挑発し、姉弟揃って二対一の模擬戦を行う。しかし彼には歯が立たず、勝負後は負けを認めて潔く謝罪する。

#### 冒険者ギルド
ニダス、メイゲン
声 - 稲田徹（ニダス）、うさみ航（メイゲン）
冒険者ギルド・レベリス支部のギルドマスターとその補佐。実直なメイゲンは依頼を任せるに値するかベリルの実力を確かめるためにも、彼とブラックランクであるスレナと決闘（腕試し）を行わせる。なお、メイゲンにはリーナという娘がいるが、それを知ったポルタたちは驚いていた。
ポルタ、ニドリー、サリカッツ
声 - 海渡翼（ポルタ）、古木のぞみ（ニドリー）、峯田大夢（サリカッツ）
ベリルと一緒に迷宮攻略に挑んだ冒険者たち。ポルタはブロンズランクでリーダーの少年、ニドリーはブロンズランクの少女、サリカッツはシルバーランクの青年。帰り道でネームドモンスター「ゼノ・グレイブル」の襲撃に遭いポルタが負傷するも、ベリルとスレナの援護で撤退に成功する。

#### 魔術師学院
キネラ・ファイン
声 - 寺田晴名
魔術師学院の教師。生徒思いの出来た女性で、ミュイの担任を務めている。魔力の幕を張るという防性魔法の使い手であり、その優れた腕はルーシーからも評価されている程。ベリルを食事に誘ったこともある。
シンディ・ラビュート、ルーマイト・バファン、フレドーラ・エネック、ネイジア・ガンド
魔術師学院の生徒たち。剣魔法科の受講生で、フィッセルの教え子。シンディとフレドーラは女子。ルーマイトとネイジアは男子。彼女らとミュイを含めた5人が剣魔法科に所属し、学院に来たベリルから指導を受ける。
ファウステス・ブラウン
魔術師学院の教頭。厳格な老人で、魔法第一主義を掲げる。フィッセルによれば剣魔法科を良く思っていないとされる。ルーシーの秘密を探ろうと地下の封印を解き、一騒動を起こす。その後は学院から追放される。

#### フルームヴェルク領
ウォーレン・フルームヴェルク
フルームヴェルク辺境伯の座に就く若き領主。ベリルの元弟子で、アリューシアの同期。道場にいた頃はフルームヴェルクではなく、使用人の姓「ヘレステ」を名乗っていた。ベリルやアリューシアを自領の夜会に招待し、ベリルのパートナーにシュステを推薦する。内心は妹かアリューシアのどちらかがベリルと結ばれれば良いと考えている。
シュステ・フルームヴェルク
ウォーレンの妹で、辺境伯家長女。兄や父からベリルに関する色々な武勇伝などを聞いており、辺境伯領を訪れたベリルとアリューシアを食事に誘い、その後も世話を焼く。未婚であるため、ベリルに対してアリューシアが焦りを覚える程のぐいぐいと迫る積極性を見せる。夜会の際はベリルのパートナーとして役目を果たし、彼を補佐する。
ジスガルト・フルームヴェルク
ウォーレンとシュステの父親。フルームヴェルク領の先代領主。ベリルの同門であり、道場にいた頃はモルデアに師事していた。そのため、ベリルとも互いに軽口を言い合う仲にある。夜会の際はアリューシアのエスコート役を務める。
サハト・ランバレン
フルームヴェルク領の私兵軍兵士長。叩き上げで兵士長となった。普段は領主館や関所の警備、害獣の駆除、災害救助といった様々な任務に取り組んでおり、ベリルたちレベリオ騎士団に稽古を付けてもらう。

#### 王族・役人
サラキア・アスフォード・エル・レベリス
声 - 琴宮歩夢
レベリス王国の第三王女。レベリオ騎士団やベリルを護衛に、スフェンドヤードバニア使節団のグレン王子と街中を遊覧する。道中、暗殺者に襲われるものの、ベリルらの活躍で無事に終わる。後にはグレン王子に嫁いで、スフェンドヤードバニアの教都ディルマハカにて結婚式を挙げる。大聖堂での式中に襲撃を受けた際も毅然とした態度を見せる。
ファスマティオ・アスフォード・エル・レベリス
レベリス王国の第一王子。ベリルに対し、妹（サラキア）の命を救ってくれた件の礼を述べる。
グラディオ・アスフォード・エル・レベリス
声 - 菅生隆之
レベリス王国の国王。ベリルをロイヤルガードに推挙しようとするなど、彼の腕を買っている。
トラキアス・センプル
サラキア王女の輿入れに同行した宰相の名代。ベリルやキフォーたちと同じ馬車に乗る。
キフォー・クアンダ、アデラート・マシカ
サラキア王女の輿入れに同行した紋章官たち。キフォーは男性、アデラートは女性。

### スフェンドヤードバニア

#### スフェン教
レビオス・サルレオネ
声 - 浦山迅
スフェン教の司教。ミュイの姉を攫い、宵闇の魔手に魔装具を渡していた黒幕。疑惑に対して確たる証拠がなく、スフェンドヤードバニアがどう動くかも分からない点から、ルーシーも捕らえるのは難しいと判断している。蘇生魔法の研究を行い、「死体を操る魔術」に手を染め、死者に「奇跡」を掛けて動かすことができる。ベリルからの参考人招致を聞き、シュプールらを護衛に逃走するも、最後は捕縛される。
漫画版では手駒の教会騎士団を動かし、ミュイを誘拐する。過去には死者を蘇らせるとシュプールを勧誘している。最後にはミュイの見つけた証拠が決め手となり、原作同様捕縛される。
ダートレス・カイマン
スフェン教の大司教。サン・グラジェ大聖堂にて、サラキア王女とグレン王子の成婚の儀の進行役を務める。その最中に突然襲撃を受けた際は驚き、混乱していた。
モーリス・パシューシカ
スフェン教の教皇。スフェンの大意として独自の信仰・思想に凝り固まっており、サラキア王女とグレン王子の成婚の儀の日に大聖堂を死者や暗殺者に襲撃させ、街中に禁忌の存在である合成獣を解き放った黒幕。奇跡（強化魔法）で眼と脳を強化し、人間離れした動体視力と反射神経により、老齢かつ素人ながら達人じみた戦闘を行える。ベリルやアリューシア、スレナ、ハノイらの攻撃を避け、退けるものの、最後は体を剣で貫かれて動きを封じられ、純白の乙女（ロゼ）に止めを刺されて討たれる。

#### 教会騎士団
シュプール
声 - 逢坂良太
教会騎士団の隊長。レビオスの護衛として彼を守りつつ逃走するが、ベリルとの剣戟の最後に剣を折られて斬られ、絶命する。
漫画版では「シュプール・アイレンテール」の名を持ち、容姿や人物・背景描写の変更・加筆がされ、かつてスフェンドヤードバニアを騒がせた連続殺人事件の犯人で、「騎士狩り」の異名を持つ。レビオスの配下だが、ベリルとは互いの素性を知らぬまま、剣士として酒場で意気投合する。また、酒好きで不真面目な態度ながらも部隊の仲間からは深く信頼されており、レビオスに協力する一方、彼の死体を道具にする行為は嫌悪している。任務時には仮面を付け、奇跡は余り使わない。刺突剣を極めており目にもとまらぬ突きが最大の武器。ベリルに並ぶ剣の腕を持ち、ミュイ誘拐後は追ってきたベリルと対峙。以前と剣が違うことを看破し、彼との剣戟が「楽しい」と思う程の激闘を繰り広げる。最後はベリルの一撃に敗れるも、今際の際にベリルから「すごい剣だ、本当にもっと見ていたかった」との賛辞を贈られた。なお、ミュイが拾って隠し持っていた巻物をあえて見逃しており、後にそれが証拠となりレビオスは捕縛された。
ガトガ・ラズオーン
声 - 木内秀信
教会騎士団の騎士団長。2メートル近い巨体が特徴。豪快な性格であり、国家に対する忠義心が強い。スフェンドヤードバニア使節団訪問の前にロゼを連れてバルトレーンの視察に訪れる。自国内の派閥に関しては中立だが、どちらかと言えば王権派（グレン王子）寄り。実はロゼは義理の妹に当たり、小さい頃から彼女を知っていたため、ロゼの裏切り露見後は驚くことになるも、その後は彼女のために動くことを決める。教都ディルマハカでのサラキア王女とグレン王子の成婚の儀の際は護衛として参加し、街中に合成獣が現れた時は退治に向かうベリルたちと違い、グレン王子を守りながら指揮をするためにその場に残った。
ロゼ・マーブルハート
声 - 茅野愛衣
ベリルの弟子で、教会騎士団の副団長。自らは「ベリルの愛弟子」を名乗っている。面倒見の良い女性で、子供好き。道場に通っていた頃は門下生からも慕われていた。孤児院の子を人質に取られ、教皇派としてグレン王子の暗殺に手を貸す。しかし、ベリルに裏切りを見咎められ、彼の一撃を喰らい倒れる。ガトガに治療を受けた後は、本当のことを知るためまだ死ねないと決意、帰還後に騎士団を退団する。教都ディルマハカでのサラキア王女とグレン王子の成婚の儀の際は仮面を被って素顔を隠した「純白の乙女（ホワイト・メイデン）」という二つ名の傭兵に変装して登場、グレン王子を護衛し、ベリルとも再会を果たす。

#### 王族
グレン・タスマカン・グディル
声 - 石井孝英
スフェンドヤードバニアの第一王子。レベリス王国訪問のために使節団の代表としてバルトレーンを訪れる。レベリスのサラキア王女と遊覧中、暗殺者に襲われるものの、レベリオ騎士団やベリル、ガトガらの活躍で難を逃れる。ガトガたち教会騎士団のことは我が国の矛であり盾だと強く信頼している。
ファルクス
スフェンドヤードバニアの第二王子。ルーシー曰く、敬虔なスフェン教の教徒だとされる。

### ヴェルデアピス傭兵団
ハノイ・クレッサ
ヴェルデアピス傭兵団の頭領。「翠蜂（すいほう）」の異名を持つ大剣使い。卓越した剣技と強靭な肉体を持ち、ベリルをしてとてつもない強者だと感じる戦闘力を有する。フルームヴェルク領から帰還中のベリルらをクリウたちと襲うが失敗し撤退。その後はスフェンドヤードバニアの成婚の儀にて襲われたサラキア王女やグレン王子たちの救援に現れ、味方として振る舞う。豪胆な性格で、王族へも一切敬意は払わない。
クリウ・ライバーク
ヴェルデアピス傭兵団の幹部。「対針（ついしん）」の異名を持つ双剣使い。フルームヴェルク領から帰還中の戦闘ではアリューシアと渡り合うも、敗北する。スフェンドヤードバニアで彼女と再会した際は嫌そうな表情を見せていた。
プリム
ヴェルデアピス傭兵団の一員。魔術師であり、火や風の魔法を扱う他、濃霧を発生させて戦場の視界を奪うこともできる。スフェンドヤードバニアではハノイと行動を共にし合成獣を一体倒すが、モーリス教皇にやられ、戦線離脱する。

### 漫画版の登場人物
ロバリー
教会騎士団の一員。片目が髪で隠れた優男。宵闇の魔手に潜入していたが、ベリルを前にしてその場を去る。世の中にはベリルやシュプールのような「剣に魅入られた」別格な剣士がいると考えており、相手の実力を測る洞察力に優れる。自身より強い相手とは極力戦闘を避け、勝つ為には目潰しや暗器、毒の使用等卑劣な手段も辞さない狡猾な危険人物。ミュイ誘拐後に追ってきたクルニと戦闘となり、毒を用いた戦法も通じず回転斬りで右腕を切断され敗北、クルニも別格の剣士だったと受け入れ解毒薬と引き換えに投降し治療を受けた。
ウロ
教会騎士団の一員。顔の下半分を隠した女性。生まれながらに病に冒されていたことから忌み子として捨てられ、牢に囚われていた。牢の外から聞こえたスフェン教の教えを拠り所とした祈りを切っ掛けに魔力に目覚め脱走後に教会に拾われる。病によるものか、幼少時には顔面が二目と見られぬ状態だったが、治癒魔法に目覚めたためか唇の端から裂けた傷跡が残る程度となるまで回復している。スフェンを尊い御方だと敬愛しており、教団に対する信仰は誰よりも深い。フィッセルの見立てではルーシーに次ぐ魔力量を誇り、斬撃を受けても即死に至らない限り仲間共々瞬時に治癒魔法（奇跡）で回復してしまう。ミュイ誘拐後に追ってきたフィッセルを相手取り強化魔術と弱化魔術で苦戦させるが、最後は内側からの斬撃を喰らい敗れる。
ゴーレン
教会騎士団の一員。強面の男。バルトレーン教会内で遭遇したベリルに対し、ロバリーやウロと共に挑みかかるも、自身が繰り出した一撃を鞘で防がれ、直後に胴体を切られて死亡する。
ギャミ
教会騎士団の一員。フード姿の男。手指の力のみで天井にぶら下がったり、高階から飛び降りて無傷で逃走するなど体術に優れる。牢に捕われていた宵闇を始末後にヘンブリッツとの戦闘になり互角に近い実力を見せるも、逃走先でアリューシアと出会ってしまい敗北。最後は魔装具で自決する。
ラフィ・アイレンテール
15年前に怪我を負っていたシュプールを助けた少女。アイレンテール家の令嬢で、彼を衛兵として雇う。後に奇跡に目覚めるが教会の誘いを断り、シュプールとの結婚を決める。しかし、彼女の身を狙った教会側の襲撃を受け、瀕死の状態にも関わらず自分より負傷していたシュプールの体を治し、自らは命を落とす。彼女の魔力はそのままシュプールの身体に宿り、彼を守り続けた。

## 用語

### 国家・地名・組織
レベリス王国
広大なガレア大陸北部にある王政国家、首都はバルトレーン。南東にスフェンドヤードバニア、南西にサリューア・ザルク帝国と国境を接する。四季はあるが厳しい乾季や雨季はなく、一年を通じて温暖な気候で過ごしやすく農業や畜産業も盛ん。厳しい入団試験を突破した者のみで構成される屈強なレベリオ騎士団や魔法の素養のある者のみで構成された魔法師団を擁している。
バルトレーン
レベリス王国の首都で街そのものを塀で囲っている城塞都市。大まかに北区・南区・東区・西区・中央区の5区に分かれており、国の重要機関は中央区に集中している。バルトレーンには騎士団や魔法師団とは別に王国守備隊が存在し町の出入り口や各重要機関での警備を担当している。
ビデン村
レベリス王国西端のバルトレーンから馬車で一日程度の距離にあるベリルが田舎と言い切る長閑な村で彼の故郷。村の西にはサリューア・ザルク帝国と国境を隔てる険しいアフラタ山脈が連なり交通の行き止まりとなっており村の発展の阻害の一因になっている。ベリルの父モルデアや母フレン、道場を引き継いだランドリド一家が暮らしている。
フルームヴェルク領
スフェンドヤードバニアとの国境沿いに位置する領。現在の領主はウォーレン・フルームヴェルク。レベリス王国の国防の要であり、サラキア王女がグレン王子に嫁ぐ前の移動経路の確認、経路上の領主との打ち合わせのため、ウォーレンがベリルとアリューシアを夜会に招待する。
スフェンドヤードバニア
レベリス王国の隣国である宗教国家。首都は教都ディルマハカ。国土面積はレベリスより小さく、海に面しているため海産物が入手しやすい。国王は存在するが、スフェン教のトップである教皇の影響力も強く、国内では教皇派と王権派の対立が起きている。代々王族が議長を務める教国議会が政治の中枢となっている。
スフェン教
レベリス王国でも広く信仰され、スフェンドヤードバニアの国教とされている。その教えはかつて実在した剣士を「神の現身」として神格化したものであり、身体強化魔術や回復魔術が神の奇跡として扱われている。
教会騎士団
スフェン教直属の騎士団（漫画版ではレビオスの私兵）。騎士団員は刺突剣（エストック）を標準装備している。また、教会の奇跡により、戦闘においては一時的に身体能力を強化でき、治癒魔法を操る者もいる。
ヴェルデアピス傭兵団
ハノイ・クレッサが頭領を務める傭兵団。元々はサリューア・ザルク帝国の属国となったエーデルディア王国出身だが、帝国から逃亡する。団員は強者揃いで、皆が強固な魔術的防護のかかったコートを身に付けている。

### その他の用語
魔法、魔術
本作では魔力によって引き起こされる現象（「ネームド（名付き）」と呼ばれるモンスターの能力や奇跡・神秘の類も含む）を魔法と呼び、それらを解析して人間の魔力で再現したものを魔術と呼ぶ。よって、いわゆる「魔法使い」は存在せず、「魔術師」と呼ばれている。
冒険者
冒険者ギルドに所属する戦士や魔術師や索敵役（シーカー）の総称。ギルドはレベリス王国内に留まらず国境をまたぐ存在である為、文字通り世界を駆け巡る人々。通常は数人でパーティを組んでギルドに寄せられる依頼に臨み、依頼内容は落とし物探しから強力なモンスターの討伐まで多岐に渡る。冒険者は実力によってランク分けされており下からホワイト・ブロンズ・シルバー・ゴールド・プラチナム・オーシャン・そして最上位のブラックの順。当然階級が高いほど重要な案件を任され、ブラックともなれば国家の存亡に関わる事案を任される事も珍しくない。スレナはブラックランクに昇り詰めるのに十五年を要した。
ネームド
「特別討伐指定個体」のモンスター。通常の討伐が困難若しくは不可能と判断された個体には冒険者ギルドや騎士団と言った組織がモンスターの個体に呼び名と報奨金を付け、注意喚起を行うとともに討伐を推奨している個体、全部で十四体が指定されている。通常のモンスターより大きくそして強さや知能が桁違いな場合が殆んどで、ネームドの出現となれば騎士団の選りすぐりやプラチナムランク以上の凄腕冒険者が駆り出されるがそれでも討伐は稀である。
素材
ネームドモンスターなど強力な個体の討伐に成功した場合、その骸に残される骨・嘴・牙・四肢・爪などは素材として武器へと生まれ変わり、強力な大業物となる。単純な斬れ味や耐久力だけでも通常の武器を遥かに上回る他、素材元の個体の特徴が武器に受け継がれる。例えばベリルの持つ剣はゼノ・グレイブルの足、爪、骨が使われており、ゼノ・グレイブルが持っていた熱や魔力などが剣に宿る、スレナの双剣はドラゴンの自己再生能力が受け継がれ刃が欠けてもすぐに元に戻る、宵闇のマント「魔喰らいの皮衣」は魔術を無効化するという具合。強力モンスターの討伐成功後は死体回収班がギルド総出で編成され、対象がネームドともなれば学者・魔術師・商人・それらの護衛なども同行する為、大規模なキャラバンとなる。
合成獣（キマイラ）
獅子や牛、グリフォン等の獣やモンスターの体を繋ぎ合わせ、魔力で動かす怪物。モーリス教皇がスフェンドヤードバニアの街に解き放ち、人々を襲った。巨大な体躯に加えて筋肉は硬く刃が通りにくい他、胴体の頭と尻尾の部分が独立して動くなど、決して油断できない相手。

## 既刊一覧

### 小説
- 佐賀崎しげる（著）・鍋島テツヒロ（イラスト） 『片田舎のおっさん、剣聖になる 〜ただの田舎の剣術師範だったのに、大成した弟子たちが俺を放ってくれない件〜』 スクウェア・エニックス〈SQEXノベル〉、既刊9巻（2025年3月27日現在）
  1. 2021年4月7日発売[25]、ISBN 978-4-7575-7190-7
  2. 2021年9月7日発売[26]、ISBN 978-4-7575-7462-5
  3. 2022年2月7日発売[27]、ISBN 978-4-7575-7732-9
  4. 2022年7月7日発売[28]、ISBN 978-4-7575-8022-0
  5. 2022年12月7日発売[29]、ISBN 978-4-7575-8300-9
  6. 2023年6月7日発売[30]、ISBN 978-4-7575-8605-5
  7. 2024年1月6日発売[31]、ISBN 978-4-7575-8997-1
  8. 2024年8月6日発売[32]、ISBN 978-4-7575-9345-9
  9. 2025年3月27日発売[33]、ISBN 978-4-7575-9777-8

### 漫画
- 佐賀崎しげる（原作）・鍋島テツヒロ（原作）・乍藤和樹（漫画） 『片田舎のおっさん、剣聖になる〜ただの田舎の剣術師範だったのに、大成した弟子たちが俺を放ってくれない件〜』 秋田書店〈ヤングチャンピオンコミックス〉、既刊7巻（2025年3月27日現在）
  1. 2022年2月18日発売[34]、ISBN 978-4-253-30691-1
  2. 2022年6月20日発売[35]、ISBN 978-4-253-30692-8
  3. 2023年3月20日発売[36]、ISBN 978-4-253-30693-5
  4. 2023年8月24日発売[37]、ISBN 978-4-253-30694-2
  5. 2024年1月26日発売[38]、ISBN 978-4-253-30695-9
  6. 2024年8月6日発売[39]、ISBN 978-4-253-30696-6
  7. 2025年3月27日発売[40]、ISBN 978-4-253-30697-3
- 佐賀崎しげる（原作）・鍋島テツヒロ（原作）・空路恵（作画）・渡辺樹（構成） 『片田舎のおっさん、剣聖になる外伝 はじまりの魔法剣士』 スクウェア・エニックス〈ガンガンコミックスUP!〉、既刊1巻（2025年3月27日現在）
  1. 2025年3月27日発売[41]、ISBN 978-4-7575-9775-4
- 佐賀崎しげる（原作）・鍋島テツヒロ（原作）・ハザマササミ（作画）・四谷ゼンジ（構成） 『片田舎のおっさん、剣聖になる外伝 竜双剣の軌跡』 スクウェア・エニックス〈ヤングガンガンコミックス〉、既刊1巻（2025年3月27日現在）
  1. 2025年3月27日発売[42]、ISBN 978-4-7575-9776-1

## テレビアニメ
『片田舎のおっさん、剣聖になる』（かたいなかのおっさんけんせいになる）のタイトルでテレビアニメ化。第1期は2025年4月から6月まで、テレビ朝日系列『IMAnimation』枠ほかにて放送された。第2期は2026年に放送予定。
アニメ化企画がスタートしたのは放送の約3年前で、小説が3冊刊行され、コミカライズの第1巻が発売された直後のタイミングだった。当時は「なろう系」の中でも異世界転生が隆盛だったが、なろう系作品に黎明期から接してきた視聴者が30代～40代になろうとしていることを考慮し、「おっさんが作る、おっさんのための、理想のおっさんアニメ」というコンセプトで企画プレゼンを行ったという。
アニメ版はコミカライズ版ではなく原作小説に準拠した内容となっているが、その理由について、プロデューサーの日野亮は「背景にはいろいろ事情がありますが、版権管理をしているスクウェア・エニックスと協議を重ねた結果、小説をベースに描くことになった」と説明。監督の鹿住朗生は「小説はキャラクターたちによる人間ドラマを主軸とし、コミカライズは迫力あるバトルがメイン」、「キャラクターの個性やドラマの面白さを掘り下げるために小説をベースにしたのも理由の一つです」と述べている。また、シナリオ会議では、原作者である佐賀崎が毎回出席し、脚本のセリフ一つ一つを監修したという。

### スタッフ
- 原作 - 佐賀崎しげる、鍋島テツヒロ[13][14]
- 監督 - 鹿住朗生[13][14]
- 副監督 - 古我望、川島勝
- シリーズ構成 - 岡田邦彦[13][14]
- キャラクターデザイン・総作画監督 - 早坂皐月[13][14]
- コンセプトデザイン - 島すずめ、夢野れい
- 色彩設計 - 鈴木咲絵
- 美術監督 - 山下泰希、野山裕司（第8、10、12話）
- 撮影監督 - 池田健一、小島慎太朗（第10話）
- 3Dアニメーション制作 - YAMATOWORKS
- 3Dディレクター - 丸山貴大
- 編集 - 丹彩子
- 音響監督 - ひらさわひさよし
- 音響効果 - 緒方康恭
- 音響制作 - ハヤブサフィルム
- 音楽 - 高梨康治[13][14]
- 音楽制作 - NBCユニバーサル・エンターテイメント
- プロデューサー - 日野亮、遠藤一樹、松井優子、伊藤渉太、田島宏行、小澤文啓、近藤千昭、天野知宏、小松翔太、吉武真太郎、高原久弥
- アニメーションプロデューサー - 別府洋一
- アニメーション制作 - パッショーネ、ハヤブサフィルム[13][14]
- 製作 - 「片田舎のおっさん、剣聖になる」製作委員会

### 主題歌
「HEROES」
西川貴教による第1期のオープニングテーマ。作詞は西川貴教、作曲は沖聡次郎（Novelbright）、編曲は亀田誠治。
「Alright!!!」
FLOWによる第1期のエンディングテーマ。作詞はKOHSHI ASAKAWA、作曲はTAKESHI ASAKAWA、編曲はFLOW。

### 各話リスト
| 第一話   | 片田舎のおっさん、首都に行く             | 岡田邦彦 | 鹿住朗生 森田修平                     | 武本大樹 | 矢山菜摘 福島勇 紺野みすみ 朝日まとい 山口圭子 山根あおい 佐々木政勝                                                                                       | 早坂皐月                                                                                      | 2025年 4月5日 |
| 第二話   | 片田舎のおっさん、魔術師に驚愕する       | 岡田邦彦 | 鹿住朗生                              | 川島勝   | Nguyen Thi Lan Ngoc Phung Yen Phuong 金禧英 鄭英姫 阮玥瑾 潘景皓 柯司昴                                                                                    | 早坂皐月 山根あおい 矢山菜摘 羽田浩二                                                         | 4月12日       |
| 第三話   | 片田舎のおっさん、猛攻を凌ぐ             | 岡田邦彦 | 頂真司                                | 貴田祐太 | 鶴田愛 加瀬遥奈 矢山菜摘 Nguyen Thi Lan Ngoc Phung Yen Phuong 愼亨祐 趙殷卿 申今燮 鄭英姬 尹貞仁 宋世賢 阮玥瑾 韩卉 育松アニメーション制作有限会社         | 早坂皐月 紺野みすみ 福島勇                                                                    | 4月19日       |
| 第四話   | 片田舎のおっさん、モンスターと空を飛ぶ   | 尾崎悟史 | 頂真司                                | 一居一平 | 朝日まとい 高菜 野道佳代 鶴田愛 趙殷卿 任逸悠 潘景皓 江晨昱                                                                                                | 山根あおい 福島勇                                                                             | 4月26日       |
| 第五話   | 片田舎のおっさん、悪党に憤る             | 岡田邦彦 | 吉川博明                              | 森友宏樹 | 加瀬遥奈 尹貞仁 申今燮 鄭英姫 柯司昴 彭丽颖 江晨昱 | 早坂皐月 矢山菜摘 山口圭子 山根あおい 紺野みすみ                                              | 5月3日        |
| 第六話   | 片田舎のおっさん、死者と対峙する         | 尾崎悟史 | 吉川博明                              | 一居一平 | 阿部加奈子 ECHO Animation 柯司昴 秦诗雨 韩卉 阮玥瑾 彭丽颖 潘景皓 孔恺阔 申今燮 呂眞映 火鳥動画制作集団                                                    | 早坂皐月 福島勇 矢山菜摘 山口圭子 山根あおい 紺野みすみ                                       | 5月10日       |
| 第七話   | 片田舎のおっさん、親の苦労を知る         | 岡田邦彦 | 地岡公俊 中山正恵 鹿住朗生            | 森友宏樹 | 加瀬遥奈 安達佑 潘景皓 秦诗雨 彭丽颖 韩卉 尹貞仁 申今燮 鄭英姫                                                                                             | 早坂皐月 矢山菜摘 山口圭子 山根あおい 紺野みすみ                                              | 5月17日       |
| 第八話   | 片田舎のおっさん、神速の剣を食らう       | 岡田邦彦 | 頂真司                                | 貴田祐太 | 矢山菜摘 朝日まとい 鶴田愛 高源 徐鵬 Nguyen Thi Lan Ngoc Phung Yen Phuong ECHO Animation 柯司昴 阮玥瑾 潘景皓 韩卉 火鳥動画制作集団                        | 早坂皐月 福島勇 矢山菜摘 山根あおい 山口圭子 紺野みすみ                                       | 5月24日       |
| 第九話   | 片田舎のおっさん、ひさしぶりに狩りに行く | 岡田邦彦 | 亀井隆                                | 川島勝   | 野道佳代 阿部加奈子 朝日まとい 尹貞仁 趙殷卿 鄭英姬 申秀孌 呂眞映 张金浩 郑钰容 林若轩                                                                     | 山根あおい 矢山菜摘 紺野みすみ 山口圭子 Nguyen Thi Lan Ngoc Phung Yen Phuong 金珉延 汤强 高源 | 5月31日       |
| 第十話   | 片田舎のおっさん、王女の護衛に着く       | 尾崎悟史 | 柿田小太郎 森田修平 横嶋俊久 鹿住朗生 | 川島勝   | 阿部加奈子 尹貞仁 鄭英姬 潘景皓 秦诗雨 夏芒 郑钰容 林若轩 张金浩 徐超                                                                                      | 山根あおい 矢山菜摘 紺野みすみ 山口圭子 Nguyen Thi Lan Ngoc Phung Yen Phuong 金珉延 汤强      | 6月7日        |
| 第十一話 | 片田舎のおっさん、死闘に身を投じる       | 岡田邦彦 | 柿田小太郎 鹿住朗生                   | 貴田祐太 | 野道佳代 高菜 鶴田愛 阿部加奈子 小笠原麻美 矢山菜摘 徐鵬 高源 呂眞映 申秀孌 潘景皓 秦诗雨 韩卉 孔恺阔 彭丽颖 鄭英姫 尹貞仁 火鳥動画制作集団 ECHO Animation | 山根あおい 紺野みすみ 山口圭子 Nguyen Thi Lan Ngoc Phung Yen Phuong 金珉延 汤强               | 6月14日       |
| 第十二話 | 片田舎のおっさん、剣聖と呼ばれる         | 岡田邦彦 | 頂真司                                | 一居一平 | 鶴田愛 野道佳代 高菜 阿部可奈子 小笠原麻美 尹貞仁 鄭英姬 申秀孌 呂眞映 郑钰容 张金浩 孔恺阔 潘景皓 徐鵬                                                    | 矢山菜摘 山根あおい 山口圭子 紺野みすみ Nguyen Thi Lan Ngoc Phung Yen Phuong 汤强 金珉延      | 6月22日       |

### 放送局
| 放送期間                   | 放送時間               | 放送局                                          | 対象地域 | 備考                                   |
| -------------------------- | ---------------------- | ----------------------------------------------- | -------- | -------------------------------------- |
| 2025年4月5日 - 6月22日     | 土曜 23:30 - 日曜 0:00 | テレビ朝日（製作参加） ほか系列フルネット全24局 | 日本国内 | 『IMAnimation』枠                      |
| 2025年4月6日 - 6月22日     | 日曜 23:00 - 23:30     | AT-X                                            | 日本全域 | CS放送 / リピート放送あり              |
|                            | 日曜 23:30 - 月曜 0:00 | BS朝日                                          | 日本全域 | 製作参加 / BS/BS4K放送 / 『アニメA』枠 |
| 全放送局で字幕放送を実施。 |                        |                                                 |          |                                        |

| 配信開始日   | 配信時間                   | 配信サイト         | 備考                      |
| ------------ | -------------------------- | ------------------ | ------------------------- |
| 2025年4月6日 | 日曜 0:00（土曜深夜） 更新 | Amazon Prime Video | 独占配信、8か国語吹替対応 |

### BD
| 巻 | 発売日            | 収録話         | 規格品番 |
| -- | ----------------- | -------------- | -------- |
| 上 | 2025年12月3日予定 | 第1話 - 第6話  | HPXN-456 |
| 下 | 2026年1月9日予定  | 第7話 - 第12話 | HPXN-457 |

### Webラジオ
Webラジオ番組『片田舎のおっさん、進行役（パーソナリティ）になる』が、2025年4月5日より隔週土曜日21:00～にYouTubeの「NBCUniversal Anime/Music」チャンネルにて配信された（アーカイブは音泉でも配信）。平田広明がパーソナリティを務め、各回ごとにゲストを迎える形式。全7回。
| テレビ朝日系列 IMAnimation | テレビ朝日系列 IMAnimation            | テレビ朝日系列 IMAnimation |
| 前番組                     | 番組名                                | 次番組                     |
| -------------------------- | ------------------------------------- | -------------------------- |
| ババンババンバンバンパイア | 片田舎のおっさん、剣聖になる（第1期） | フェルマーの料理           |